# Nemacheilus pulchellus
Nemacheilus pulchellus és una espècie de peix de la família dels balitòrids i de l'ordre dels cipriniformes.

## Morfologia
Fa 4,6 cm de llargària màxima.

## Hàbitat i distribució geogràfica
És un peix de rius d'aigües netes i de substrat rocallós, demersal i de clima tropical, el qual viu a l'Índia (el riu Bhavani -al peu de les muntanyes Nilgiri, els Ghats Occidentals, Tamil Nadu- i els rius Periyar i Chalakudi a Kerala).

## Principals amenaces
Les seues principals amenaces són la contaminació de l'aigua causada per l'agricultura (incloent-hi la de plantació), la seua distribució limitada (menys de 5.000 km²) i severament fragmentada (només se'n coneixen cinc poblacions), les pràctiques pesqueres destructives i la introducció d'espècies exòtiques (com ara, Tilapia).

## Observacions
És inofensiu per als humans.